# يوسف الثنيان
يوسف ناصر الثنيان (مواليد 18 نوفمبر 1963) هو لاعب كرة قدم سعودي دولي سابق. بلغ عدد البطولات التي حاز عليها يوسف الثنيان مع فريقه الهلال ومع المنتخب 28 بطولة جعلته في القمة 24 بطولة مع نادي الهلال، واحدة منها مع فريق شباب النادي و2 بطولات مع المنتخب السعودي.
يوسف الثنيان حقق جميع ألقاب البطولات المحلية مع ناديه الهلال، كأس الملك عبد العزيز-المؤسس، كأس الملك، كأس دوري خادم الحرمين الشريفين، كأس ولي العهد، الدوري الممتاز، كأس الاتحاد، والبطولات العربية البطولة العربية لأبطال الدوري، كأس النخبة العربية، وكأس مجلس التعاون للأندية، والبطولات الآسيوية كأس الأندية أبطال الدوري، كأس الكؤوس الآسيوية، كأس السوبر الآسيوي. ومع المنتخب حقق كأس أمم آسيا وكأس العرب.
أول بطولة حققها الثنيان مع الهلال هي بطولة المملكة لدرجة الشباب في أول موسم يلتحق به في الهلال وكان ذلك في عام 1983م والتي انتهت بفوز الهلال على الاتحاد في المباراة النهائية بهدف دون مقابل (1-0) أحرزها الثنيان بنفسه وكانت بداية لسلسة طويلة من الإنجازات.
وهو ثاني أكثر لاعب سعودي تحقيقاً لبطولة الدوري السعودي حيث حقق هذا اللاعب الأسطوري اللقب (7 مرات) ويعتبر الثنيان أفضل وأكثر كابتن يصعد لمنصات التتويج لاستلام الكأس. فقد صعد (11) مرة لاستلام الكأس للهلال.

## بداياته الرياضية
جاءت بداية يوسف الثنيان مع المدرب اليوغسلافي ليوبيسا بروشتش عندما كان مشرفًا على المدرسة الهلالية وقد انضم يوسف الثنيان للمدرسة عام 1400هـ وتدرج مع الهلال في جميع المراحل ناشئين، شباب، أول.
شارك يوسف الثنيان في أول المباريات مع ناشئي الهلال أمام نادي سدوس ومثّل شباب الهلال في نفس الموسم لحاجة الفريق لخدماته وقد مثل الفريق الأول في أواخر عام 1403هـ ومع بداية موسم 1405هـ وحقق مع الهلال بطولة في أول موسم يلعبه الفريق. أما مع المنتخب فلعب يوسف الثنيان مع المنتخب السعودي 109 مباراة دولية وسجل 45 هدف دوليًا.
سجل أول أهدافه في مرمى نادي الفتح من الأحساء في بطولة المملكة للشباب، وعلى مستوى الفريق الأول فقد سجل العديد من الأهداف وكان أول هدف له في مرمى فريق الرياض في الدوري الممتاز عام 1404هـ ولعب أول مباراة رسمية أمام نادي القادسية وكانت حصيلته من الأهداف على النحو التالي:

## الاحصائيات
أهداف اللاعب الدولية مع المنتخب السعودي:
| #  | التاريخ        | الموقع              | الخصم            | الهدف | النتيجة | المنافسة/البطولة           |
| -- | -------------- | ------------------- | ---------------- | ----- | ------- | -------------------------- |
| 1  | 25 فبراير 1986 | الخبر، السعودية     | ويلز             | 1–2   | خسارة   | ودية                       |
| 2  | 3 أكتوبر 1986  | سول، كوريا الجنوبية | الكويت           | 2–2   | تعادل   | دورة الألعاب الآسيوية 1986 |
| 3  | 15 مارس 1989   | جدة، السعودية       | سوريا            | 5–4   | فوز     | تصفيات كأس العالم 1990     |
| 4  | 15 أكتوبر 1992 | الرياض، السعودية    | الولايات المتحدة | 3–0   | فوز     | كأس القارات                |
| 5  | 29 أكتوبر 1992 | هيروشيما، اليابان   | الصين            | 1–1   | تعادل   | كأس آسيا 1992              |
| 6  | 2 نوفمبر 1992  | هيروشيما، اليابان   | تايلاند          | 4–0   | فوز     | كأس آسيا 1992              |
| 7  | 29 ديسمبر 1995 | جدة، السعودية       | كازاخستان        | 3–0   | فوز     | مباراة ودية                |
| 8  | 29 ديسمبر 1995 | جدة، السعودية       | كازاخستان        | 3–0   | فوز     | مباراة ودية                |
| 9  | 24 يناير 1996  | الرياض، السعودية    | قرغيزستان        | 3–0   | فوز     | تصفيات كأس آسيا 1996       |
| 10 | 24 يناير 1996  | الرياض، السعودية    | قرغيزستان        | 3–0   | فوز     | تصفيات كأس آسيا 1996       |
| 11 | 28 يناير 1996  | الرياض، السعودية    | اليمن            | 4–0   | فوز     | تصفيات كأس آسيا 1996       |
| 12 | 28 يناير 1996  | الرياض، السعودية    | اليمن            | 4–0   | فوز     | تصفيات كأس آسيا 1996       |
| 13 | 31 يناير 1996  | الرياض، السعودية    | قرغيزستان        | 2–0   | فوز     | تصفيات كأس آسيا 1996       |
| 14 | 21 أكتوبر 1996 | مسقط، عمان          | البحرين          | 3–1   | فوز     | كأس الخليج العربي 13       |
| 15 | 16 ديسمبر 1996 | أبو ظبي، الإمارات   | الصين            | 4–3   | فوز     | كأس آسيا 1996              |
| 16 | 16 ديسمبر 1996 | أبو ظبي، الإمارات   | الصين            | 4–3   | فوز     | كأس آسيا 1996              |
| 17 | 14 سبتمبر 1997 | الرياض، السعودية    | الكويت           | 2–1   | فوز     | تصفيات كأس العالم 1998     |
| 18 | 24 يونيو 1998  | بوردو، فرنسا        | جنوب إفريقيا     | 2–2   | تعادل   | كأس العالم 1998            |
| 19 | 29 سبتمبر 1998 | الدوحة، قطر         | الكويت           | 2–1   | فوز     | كأس العرب لكرة القدم 1998  |
| 20 | 2 نوفمبر 1998  | المنامة، البحرين    | البحرين          | 1–1   | تعادل   | كأس الخليج العربي 14       |

## انجازاته الشخصية
- حصل يوسف الثنيان على جائزه أفضل لاعب آسيوي في بطولة الأندية الآسيوية في عام 1406هـ - 1986م والتي أقيمت في الرياض.
- حصل يوسف الثنيان على جائزة أفضل لاعب في البطولة الآسيوية الحادية عشرة للأندية أبطال الدوري والتي أقيمت في الدوحة عام 1991م.
- حصل يوسف الثنيان على جائزة أفضل لاعب في آسيا لشهر فبراير 1996م.

## انجازاته الجماعية
يعتبر يوسف الثنيان من أكثر اللاعبين الذين حققوا البطولات مع ناديهم بعد سامي الجابر ومحمد نور وفيما يلي استعراض للبطولات التي حققها مع الهلال والمنتخب السعودي. لعب الثنيان كامل مسيرته مع نادي الهلال حيث انضم إلى الفريق الأول عام 1984م ، اثبت منذ تلك الفترة نفسه كأحد أفضل لاعبي كرة القدم في نادي الهلال من خلال فوزه في 24 لقباً مع النادي، كما أنه نال العديد من الجوائز، ومنها جائزة أفضل لاعب في آسيا، وقد اعتزل في سنة 2005 م.

### النادي
- الدوري السعودي الممتاز : 1985، 1986، 1988، 1990، 1996، 1998، 2002
- كأس الملك السعودي : 1984, 1989
- كأس ولي العهد : 1995، 2000
- كأس الاتحاد السعودي : 1987، 1996، 2000
- كأس المؤسس السعودي : 2000
- دوري أبطال آسيا : 1991، 2000
- كأس الكؤوس الآسيوية : 1997
- كأس السوبر الآسيوي : 1997
- دوري أبطال العرب : 1994، 1995
- كأس السوبر العربي : 2001
- كأس أبطال الخليج للأندية : 1986، 1998

## مع المنتخب
كأس آسيا في قطر في عام 1988م وفي دولة الإمارات العربية المتحدة في عام 1996م. البطولة العربية في عام 1998م، وتأهل مع المنتخب السعودي إلى كأس العالم 1998.، وسجل هدفاً في النهائيات ضد جنوب أفريقيا.
لعب يوسف 80 مباراة مع منتخب بلاده منها 60 مباراة لعبها كأساسي مسجلا 20 هدف. كأن أولها في مرمى منتخب ويلز في الدقيقة 66 ضمن مباراة ودية دولية وآخر أهدافه في مرمى منتخب البحرين في 1998/11/2م ضمن كأس الخليج 1998-البحرين.

## اعتزاله
انقطع يوسف الثنيان عن الكرة في منتصف موسم 2002/2003م؛ وذلك لسفره مع والدته لدواعي علاجها في ألمانيا. أعلن اعتزاله بشكل رسمي في منتصف موسم 2003/2004م. وأقيم حفل اعتزاله في يوم الأربعاء 1426/11/12هـ الموافق 2005/12/14م في استاد الملك فهد بالرياض وبحضور نادي فالنسيا الإسباني وانتهت المباراة بفوز نادي الهلال السعودي 2-1 سجلهما اللاعبين ياسر القحطاني وعبد الله الجمعان.

## روابط خارجية
- يوسف الثنيان على موقع الاتحاد الدولي (مؤرشف)  (الإنجليزية)
- يوسف الثنيان على موقع قاعدة بيانات كرة القدم.إي يو (الإنجليزية)
- يوسف الثنيان على موقع ناشيونال فوتبول تيمز (الإنجليزية)
- يوسف الثنيان على موقع عالم كرة القدم.نت (الإنجليزية)
- يوسف الثنيان على موقع كووورة
- يوسف الثنيان على موقع أوليمبيديا (الإنجليزية)